# Giovanni Domenico Orsi de Orsini

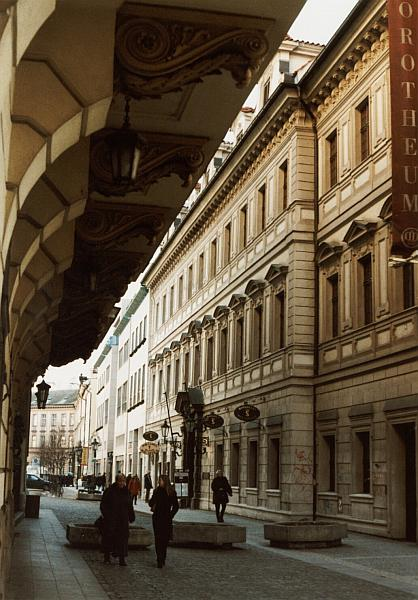
Palais Kolowrat (Kolovratský palác)

Giovanni Domenico Orsi de Orsini (* 1634 in Wien; † 14. Juli 1679 in Prag) war ein böhmischer Architekt italienischer Abstammung.

## Werdegang
Den größten Teil seines Lebens verbrachte der Sohn des welschen Baumeisters Giovanni Batista Orsi und dessen Frau Lucia in Böhmen. Er war seit den 1660er Jahren in Prag ansässig. Zunächst arbeitete er unter der Leitung von Carlo Lurago, später machte er sich als Baumeister selbständig und war vor allem für den Orden der Jesuiten, aber auch für andere kirchliche Institutionen und den böhmischen Adel tätig. Daneben war er auch am Bau der Prager Stadtbefestigung beteiligt und projektierte 1678 die Stadtmauern von Eger (Cheb). Er gehörte neben Francesco Caratti und Carlo Lurago zu den bedeutendsten Künstlern des Frühbarocks in Böhmen.
Für die beiden Steinmetzmeister Francesco della Torre und Giovanni Battista Passerini senior, die 1653 aus dem kaiserlichen Steinbruch bei Wien nach Prag kamen, war er am 30. Oktober 1663 mit Domenico Rossi Bürge bei der Verleihung ihrer Prager Bürgerurkunden.

## Projekte
- Clementinum (Klementinum), Prager Altstadt; 1653
- Kirche des Heiligen Ignatius (Kostel svatého Ignáce), Prager Neustadt; 1665–1670
- Nová Bystřice: Dreifaltigkeitskirche des Pauliner-Klosters; (1668–1679)
- Kloster Strahov, Theologischer Bibliothekssaal, Hradschin; 1671–1679
- Kathedrale St. Stephan, Leitmeritz; 1664–1668

## Weitere Bauten
- Dům V Templu
- Ehemaliges Kloster der Dominikanerinnen (chrám sv. Anny)
- Dominikaner-Kloster (chrám sv. Jiljí)
- Ehemaliges Kloster beschuhter Karmeliter (chrám sv. Havla)
- Kloster der Kreuzritter mit dem Roten Stern (chrám sv. Fr. Serafínského)
- Ehemaliges Kloster barfüssiger Karmeliter (chrám sv. Josefa)
- Ehemaliges Studienhaus der Theatiner (chrám P. Marie Božské prozřetelnosti a sv. Kajetána)
- Ehemaliges Professorenhaus der Jesuiten
- Palais Kolowrat (Kolovratský palác)
- Palais der Herren Neuhaus
- Palais Ledebour (Ledebourský palác)
- Augustiner-Chorherrenstift Prag-Karlshof (Klášter augustiniánů kanovníků v Praze na Karlově)